# 矮小鼠李
矮小鼠李（学名：Rhamnus minuta）为鼠李科鼠李属下的一个种。